# 카나메 준
카나메 준(일본어: 要 潤 가나메 준[*], 1981년 2월 21일 ~ )은 일본의 배우이다. 가가와현 미토요시 출신이다. 2001년 《가면라이더 아기토》로 데뷔하였다.

## 출연

### 드라마
- 가면라이더 아기토 (2002)
- 천재 야나기사와 교수의 생활 (2002)
- 굿 럭 (2003)
- 동물병원 선생님 (2003)
- 라이온 선생 (2003)
- 전지가 끊어질 때까지 (2004)
- 라스트 프레젠트 (2004)
- 마더 & 러버 (2004)
- 나니와 금융도 6 (2005)
- 분기점의 그녀 (2005)
- 야왕 (2005)
- 반딧불의 묘 (2005)
- 오늘 밤 홀로 침대에서 (2005)
- 단 하나의 사랑 (2006)
- 혐오스런 마츠코의 일생 (2006)
- 탐정학원 Q (2006)
- 태양의 노래 (2006)
- 비밀의 화원 (2007)
- 어깨너머의 연인 (2007)
- 내일의 키타 요시오 (2008)
- 유성의 인연 (2008)
- 태양과 바다의 교실 (2008)
- RESCUE~특별고도구조대 (2009)
- 갓 핸드 테일 (2009)
- 우리집 남자 (2009)
- NHK 대하드라마(NHK 종합)
  - 2010년 《료마전》 - 사와무라 소노조 역
  - 2015년 《꽃 타오르다》 - 이리에 쿠이치 역
  - 2021년 《청천을 찔러라》 - 마쓰다이라 슌가쿠 역
- 강철의 여자 (2010)
- 강철의 여자 시즌 2 (2011)
- 나와 스타의 99일 (2011)
- 하야미씨라고 불릴 날 (2012)
- 숨도 쉴 수 없는 여름 (2012)
- 도쿄 에어포트~도쿄 공항 관제 보안부~ (2012)

### 영화
- 2004년 《캐산》
- 2005년 《거북이는 의외로 빨리 헤엄친다》
- 2006년 《우동》
- 2011년 《신의 카르테》
- 2018년 《스마트폰을 떨어뜨렸을 뿐인데》 - 타케이 유사이 역
- 2019년 《킹덤》 - 준 역
- 2022년 《킹덤2: 아득한 대지로》 - 준 역
- 2023년 《킹덤3: 운명의 불꽃》 - 준 역
- 2024년 《킹덤4: 대장군의 귀환》 - 준 역

### 뮤직비디오
- Precious Days/SHY (2004)
- 誰かの願いが叶うころ 누군가의 바람이 이루어질 때[*]/우타다 히카루(2004)
- 風のランナー 바람의 러너[*] /SunSet Swish (2006)
- My pace/SunSet Swish (2006)
- 夏が来れば 여름이 오면[*]/SunSet Swish (2006)